# Bilheteira dos cinemas em Portugal em 2015
Listas com o valor das receitas em euros (€) e o número de espectadores dos principais filmes lançados nos cinemas em Portugal, no ano de 2015.

## Filme com maior receita bruta em cada semana
| #  | Semana                         | Filme                                   | Receita bruta  | Espectadores |
| -- | ------------------------------ | --------------------------------------- | -------------- | ------------ |
| 1  | 1 — 7 de janeiro               | O Hobbit: A Batalha dos Cinco Exércitos | 275 778,69 €   | 48 973       |
| 2  | 8 — 14 de janeiro              | Invencível                              | 215 694,39 €   | 41 618       |
| 3  | 15 — 21 de janeiro             | Taken 3                                 | 353 605,28 €   | 66 903       |
| 4  | 22 — 28 de janeiro             | Sniper Americano                        | 357 131,43 €   | 68 661       |
| 5  | 29 de janeiro — 4 de fevereiro | Sniper Americano                        | 225 374,15 €   | 42 935       |
| 6  | 5 — 11 de fevereiro            | Ascensão de Júpiter                     | 199 658,22 €   | 34 632       |
| 7  | 12 — 18 de fevereiro           | As Cinquenta Sombras de Grey            | 1 254 258,78 € | 237 049      |
| 8  | 19 — 25 de fevereiro           | As Cinquenta Sombras de Grey            | 550 664,04 €   | 104 991      |
| 9  | 26 de fevereiro — 4 de março   | As Cinquenta Sombras de Grey            | 341 149,92 €   | 64 817       |
| 10 | 5 — 11 de março                | As Cinquenta Sombras de Grey            | 202 334,44 €   | 39 434       |
| 11 | 12 — 18 de março               | Paddington                              | 188 030,67 €   | 38 544       |
| 12 | 19 — 25 de março               | Insurgente                              | 376 383,57 €   | 68 351       |
| 13 | 26 de março — 1 de abril       | Home: A Minha Casa                      | 415 398,67 €   | 78 962       |
| 14 | 2 — 8 de abril                 | Velocidade Furiosa 7                    | 1 958 216,10 € | 359 030      |
| 15 | 9 — 15 de abril                | Velocidade Furiosa 7                    | 1 031 756,02 € | 189 028      |
| 16 | 16 — 22 de abril               | Velocidade Furiosa 7                    | 567 130,07 €   | 103 862      |
| 17 | 23 — 29 de abril               | Velocidade Furiosa 7                    | 325 203,51 €   | 60 554       |
| 18 | 30 de abril — 6 de maio        | Vingadores: A Era de Ultron             | 648 870,45 €   | 110 224      |
| 19 | 7 — 13 de maio                 | Vingadores: A Era de Ultron             | 355 054,49 €   | 86 076       |
| 20 | 14 — 20 de maio                | Mad Max: Estrada da Fúria               | 302 826,77 €   | 51 281       |
| 21 | 21 — 27 de maio                | Mad Max: Estrada da Fúria               | 195 472,13 €   | 33 906       |
| 22 | 28 de maio — 3 de junho        | Tomorrowland: Terra do Amanhã           | 156 930,32 €   | 29 512       |
| 23 | 4 — 10 de junho                | Spy                                     | 201 247,52 €   | 39 109       |
| 24 | 11 — 17 de junho               | Mundo Jurássico                         | 666 112,79 €   | 112 235      |
| 25 | 18 — 24 de junho               | Divertida-Mente                         | 489 809,51 €   | 94 085       |
| 26 | 25 de junho — 1 de julho       | Divertida-Mente                         | 403 782,94 €   | 78 025       |
| 27 | 2 — 8 de julho                 | Divertida-Mente                         | 324 414,12 €   | 64 614       |
| 28 | 9 — 15 de julho                | Divertida-Mente                         | 300 304,81 €   | 61 636       |
| 29 | 16 — 22 de julho               | Homem-Formiga                           | 280 289,21 €   | 51 352       |
| 30 | 23 — 29 de julho               | Mínimos                                 | 1 593 807,68 € | 310 560      |
| 31 | 30 de julho — 5 de agosto      | Mínimos                                 | 1 101 056,93 € | 217 386      |
| 32 | 6 — 12 de agosto               | Mínimos                                 | 748 159,19 €   | 151 301      |
| 33 | 13 — 19 de agosto              | Missão Impossível: Nação Secreta        | 722 968,54 €   | 134 700      |
| 34 | 20 — 26 de agosto              | O Pátio das Cantigas                    | 451 857,26 €   | 87 479       |
| 35 | 27 de agosto — 2 de setembro   | O Pátio das Cantigas                    | 340 163,58 €   | 65 267       |
| 36 | 3 — 9 de setembro              | O Pátio das Cantigas                    | 205 422,27 €   | 39 505       |
| 37 | 10 — 16 de setembro            | Transporter: Potência Máxima            | 234 855,76 €   | 43 926       |
| 38 | 17 — 23 de setembro            | Maze Runner: Provas de Fogo             | 310 889,92 €   | 59 874       |
| 39 | 24 — 30 de setembro            | Evereste                                | 249 765,54 €   | 41 658       |
| 40 | 1 — 7 de outubro               | Perdido em Marte                        | 281 870,18 €   | 49 309       |
| 41 | 8 — 14 de outubro              | Perdido em Marte                        | 224 088,41 €   | 40 188       |
| 42 | 15 — 21 de outubro             | Perdido em Marte                        | 160 084,34 €   | 29 375       |
| 43 | 22 — 28 de outubro             | Crimson Peak: A Colina Vermelha         | 130 769,08 €   | 24 640       |
| 44 | 29 de outubro — 4 de novembro  | O Último Caçador de Bruxas              | 198 992,92 €   | 38 614       |
| 45 | 5 — 11 de novembro             | 007 Spectre                             | 955 440,98 €   | 172 740      |
| 46 | 12 — 18 de novembro            | 007 Spectre                             | 589 342,74 €   | 107 057      |
| 47 | 19 — 25 de novembro            | The Hunger Games: A Revolta - Parte 2   | 690 775,93 €   | 127 015      |
| 48 | 26 de novembro — 2 de dezembro | The Hunger Games: A Revolta - Parte 2   | 348 497,05 €   | 66 271       |
| 49 | 3 — 9 de dezembro              | The Hunger Games: A Revolta - Parte 2   | 278 739,74 €   | 53 948       |
| 50 | 10 — 16 de dezembro            | Hotel Transylvania 2                    | 222 459,78 €   | 42 635       |
| 51 | 17 — 23 de dezembro            | Star Wars: O Despertar da Força         | 1 436 862,70 € | 236 489      |
| 52 | 24 — 30 de dezembro            | Star Wars: O Despertar da Força         | 959 412,24 €   | 158 347      |

## Os 10 filmes mais vistos
| #  | Estreia                 | Filme                                 | Receita bruta  | Espectadores |
| -- | ----------------------- | ------------------------------------- | -------------- | ------------ |
| 1  | 23 de julho de 2015     | Mínimos                               | 4 730 570,78 € | 937 795      |
| 2  | 2 de abril de 2015      | Velocidade Furiosa 7                  | 4 423 888,44 € | 832 800      |
| 3  | 30 de julho de 2015     | O Pátio das Cantigas                  | 3 098 051,97 € | 606 907      |
| 4  | 12 de fevereiro de 2015 | As Cinquenta Sombras de Grey          | 2 636 859,93 € | 501 600      |
| 5  | 5 de novembro de 2015   | 007 Spectre                           | 2 458 380,82 € | 448 503      |
| 6  | 18 de junho de 2015     | Divertida-Mente                       | 2 216 494,23 € | 442 235      |
| 7  | 17 de dezembro de 2015  | Star Wars: O Despertar da Força       | 2 503 056,33 € | 412 813      |
| 8  | 10 de junho de 2015     | Mundo Jurássico                       | 1 872 441,56 € | 329 019      |
| 9  | 13 de agosto de 2015    | Missão Impossível: Nação Secreta      | 1 762 791,00 € | 325 393      |
| 10 | 19 de novembro de 2015  | The Hunger Games: A Revolta - Parte 2 | 1 694 895,75 € | 320 910      |

## Os 10 filmes nacionais mais vistos
| #  | Estreia                | Filme                                      | Receita bruta  | Espectadores |
| -- | ---------------------- | ------------------------------------------ | -------------- | ------------ |
| 1  | 30 de julho de 2015    | O Pátio das Cantigas                       | 3 098 051,97 € | 606 907      |
| 2  | 26 de novembro de 2015 | O Leão da Estrela                          | 922 353,13 €   | 180 651      |
| 3  | 23 de abril de 2015    | Capitão Falcão                             | 129 685,02 €   | 27 309       |
| 4  | 24 de dezembro de 2015 | Amor Impossível                            | 104 940,09 €   | 21 052       |
| 5  | 27 de agosto de 2015   | As Mil e Uma Noites: Volume 1, O Inquieto  | 95 625,71 €    | 19 175       |
| 6  | 3 de setembro de 2015  | Vontade de Vencer                          | 65 836,62 €    | 12 723       |
| 7  | 24 de setembro de 2015 | As Mil e Uma Noites: Volume 2, O Desolado  | 44 187,68 €    | 8 928        |
| 8  | 27 de novembro de 2015 | Virados do Avesso                          | 29 576,21 €    | 6 452        |
| 9  | 8 de outubro de 2015   | As Mil e Uma Noites: Volume 3, O Encantado | 22 690,05 €    | 6 192        |
| 10 | 11 de setembro de 2014 | Os Maias                                   | 22 571,35 €    | 5 851        |

Nota: A cor de fundo       indica que o filme foi coproduzido com outros países.

## Exibição por distrito / região autónoma
| Distrito         | Ecrãs | Lugares | Sessões | Receita bruta   | Espectadores |
| ---------------- | ----- | ------- | ------- | --------------- | ------------ |
| Aveiro           | 27    | 5 950   | 24 477  | 2 424 400,75 €  | 496 000      |
| Beja             | 7     | 1 885   | 663     | 80 208,90 €     | 24 030       |
| Braga            | 36    | 7 656   | 33 867  | 4 455 035,14 €  | 894 419      |
| Bragança         | 1     | 250     | 32      | 7 960,00 €      | 3 980        |
| Castelo Branco   | 12    | 2 422   | 5 831   | 524 481,64 €    | 115 036      |
| Coimbra          | 29    | 6 284   | 29 262  | 2 996 538,70 €  | 582 340      |
| Évora            | 9     | 2 612   | 396     | 64 081,34 €     | 25 248       |
| Faro             | 34    | 5 280   | 45 030  | 4 254 034,52 €  | 843 211      |
| Guarda           | 8     | 1 389   | 3 842   | 268 301,85 €    | 62 969       |
| Leiria           | 23    | 4 187   | 23 526  | 2 328 123,11 €  | 443 731      |
| Lisboa           | 153   | 27 010  | 213 721 | 28 470 952,59 € | 5 278 441    |
| Portalegre       | 3     | 888     | 49      | 14 979,05 €     | 6 851        |
| Porto            | 91    | 18 047  | 117 442 | 15 621 800,11 € | 3 135 877    |
| Santarém         | 15    | 2 396   | 11 839  | 1 133 358,70 €  | 217 291      |
| Setúbal          | 48    | 9 107   | 60 338  | 7 598 061,45 €  | 1 465 322    |
| Viana do Castelo | 8     | 1 490   | 6 039   | 650 421,14 €    | 149 309      |
| Vila Real        | 9     | 1 237   | 8 946   | 970 826,65 €    | 188 123      |
| Viseu            | 14    | 2 139   | 14 111  | 1 333 204,97 €  | 256 552      |
| Açores           | 7     | 1 383   | 5 707   | 531 887,42 €    | 113 444      |
| Madeira          | 13    | 2 632   | 16 652  | 1 284 118,05 €  | 263 892      |
| Total nacional   | 547   | 104 244 | 621 770 | 75 012 776,08 € | 14 566 066   |